# Skotska frihetskrigen
Skotska frihetskrigen (det första varade mellan 1296-1314) inleddes efter att Skottlands kung, Alexander III, dog år 1286 utan att lämna någon arvinge efter sig, utan endast en flicka som dog ung. Detta ledde till konkurrens om vilka klaner som skulle få styra Skottland.
Skottland hamnade i Englands "intressesfär" när kungen av England Edward Longshanks ifrågasatte Skottlands legitimitet. Skottarna skyddade sig från all tänkbar inblandning med England och slöt en pakt med det engelskfientliga Frankrike och Longshanks svarade år 1296 med en invasion av Skottland, efter segern i Slaget vid Dunbar fortsattes engelska styrkorna ännu längre i Skottland. Något som skottarna aldrig kunde acceptera.
Tusentals skottar slöt sig till William Wallace och startade en motståndsrörelse i maj 1297. Den 11 september samma år besegrades engelsmännens nordliga armé vid slaget vid Stirling Bridge; skottarna triumferade och Wallace utsågs till militär överbefälhavare (då han inte var adlig kunde han inte utses till kung och utsågs därför till det näst bästa, "Guardian of Scotland"). Longshanks återvände dock i juni 1298 och besegrade Wallace i Slaget vid Falkirk. Därefter fick han fly tronen och reste till Frankrike. Han återvände till Skottland i början av 1300-talet och tillfångatogs i Glasgow. Wallace fördes i kedjor till London, dömdes till döden för högförräderi, hängdes, sträcktes, skars upp och halshöggs på torget i Smithfield, London. Det var ett förekommande straff för förrädare under medeltiden och Wallace levde fortfarande då yxan föll.
Allt var dock inte förlorat. Longshanks dog snart vid hög ålder och hans efterträdare var inte alls en lika stark regent och härförare och skotten Robert I Bruce fortsatte kampen mot England. I det väldiga Slaget vid Bannockburn besegrades Edvard IIs här och han flydde med en båt hem till England. Skottland blev självständigt och Robert I Bruce blev kung.
Det andra skotska frihetskriget började 1333 när Edward III vägrade acceptera det fredsavtal som slutits med Robert I Bruce 1328 Northamptonavtalet. Avtalet innebar att England erkände legitimiteten i dynastin etablerad av Robert I Bruce. Edward stödde nu Edward Balliol, son till förre kungen John Balliol, som krävde att han skulle erkännas som kung och inte Robert I Bruces son David II. Balliol hade regerat Skottland ett kort tag hösten 1332, men senare samma år fördrivits från landet. Englands inblandning i de skotska angelägenheterna var en av faktorerna som ledde till utbrottet av hundraårskriget 1337. De skotska styrkorna understöddes av Frankrike, och England försvagades av att man samtidigt var involverad och motiverad i fullskaligt krig med Frankrike. David II tog ledningen över de skotska styrkorna när han blev myndig 1345, men tillfångatogs samma år när de skotska trupperna angrep England på engelsk mark. Det andra frihetskriget varade ända till 1357, när David II frisläpptes från sin långa fångenskap i Towern i London. Ett avtal fredsavtalet i Berwick underskrev som garanterade Skottland positionen som självständigt land.